# Vintervägstjärnen (Hörnefors socken, Västerbotten)
Vintervägstjärnen är en sjö i Umeå kommun i Västerbotten och ingår i Umeälven-Hörnåns kustområde.